# Baltiysk (huyện)
Huyện Baltiysk (tiếng Nga: ? райо́н) là một huyện hành chính tự quản (raion), của Tỉnh Kaliningrad, Nga. Huyện có diện tích 66 km². Trung tâm của huyện đóng ở Balitysk.